# Carit Etlar
Carit Etlar, seudónimo más conocido de Johan Carl Christian Brosbøll o Brosboell, comúnmente abreviado Carl Brosbøll (Fredericia, 7 de agosto de 1816 - Gentofte, isla de Selandia, 9 de mayo de 1900) fue un escritor danés, muy conocido como autor de Gjøngehøvdingen (1853).

## Biografía
Hijo de un comerciante vendedor de tabaco e inspector de incendios y con frecuencia tuvo que viajar por toda Jutlandia acompañando a su padre. En su infancia desarrolló mucho interés por los cuentos sobre personas marginadas. Talentoso dibujante, ingresó en la Real Academia Danesa de Bellas Artes y, aunque abandonó en algún momento los estudios, acabó graduándose en 1844. Brosbøll se unió al ejército danés para luchar en 1848 en la Primera Guerra del Schleswig, y se empleó luego en la Biblioteca Real de Dinamarca (1853). Se casó en 1851 con Hansine Erasmine Thorbjørnsen, de quien más tarde se divorció. A causa de su mala salud, renunció a este trabajo en 1885 y fue de viaje en busca de mejor clima, instalándose en Córcega. En 1888 se casó por segunda vez con Olga Augusta Schultz.
Brosbøll publicó poemas y artículos en diversas revistas antes de atreverse a sacar al público su primera novela en 1839, Smuglerens Søn ("Son de los Contrabandistas") bajo el seudónimo de Carit Etlar, que usará también durante el resto de su carrera profesional. Escribió como dramaturgo anónimo para el Teatro Real Danés en 1844. En 1853 publicó Gjøngehøvdingen ("El líder partisano"), un relato ficticio sobre un personaje histórico del siglo XVII Svend Poulsen Gønge que transcurre durante la segunda guerra sueco-danesa (1658-1660) de Carlos Gustavo. Gjøngehøvdingen se hizo muy popular y fue seguida por una segunda parte o secuela en 1855, Dronningens Vagtmester ("El guardaespaldas de la Reina"). Etlar publicó más de 75 relatos cortos y libros muy reimpresos ya durante su vida y continuó activo hasta su fallecimiento.
El estilo literario de Etlar era muy flexible y creativo, único en Dinamarca. Se basaba en la acción trepidante y la aventura, con un eficaz enfoque en la acción del personaje principal, quien supera las probabilidades más improbables. Sus descripciones de Jutlandia, que él conocía extensamente desde su juventud, fue comparada a la de Steen Steensen Blicher. También destacan en él sus fuertes connotaciones nacionalistas. En su tiempo, el atractivo popular de Etlar solo fue superado por Bernhard Severin Ingemann. Sin embargo, su escritura también fue criticada por ser trivial y confiar siempre en variaciones de los mismos invariables personajes arquetípicos; sus héroes se inspiraban invariablemente en el modelo del D'Artagnan de Alejandro Dumas.

## Obra
- Smuglerens Søn, novela (1839)
- Madsalune, novela (1841)
- Strandrøveren, novela (1853)
- Gjøngehøvdingen, novela (1853)
- Dronningens Vagtmester, novela (1855)
- Vaabenmesteren, novela (1855)
- Herremænd, relatos (1855)
- I Dynekilen, drama (1862)
- Herverts Krønike, novela (1863)
- Krigsbilleder, relatos (1865)
- Broget Selskab, relatos (1868)
- Tranens Varsel, novela (1869)
- Viben Peter, novela (1874)
- Tordenskjold i Dynekilen, drama (1872)
- Fangen paa Kalø, novela histórica sobre Gustavo Vasa (1877)
- Salomon Baadsmand, novela (1881)
- Minder, fortalt af ham selv, autobiografía (1896)